# Coenochilus ventricosus
Coenochilus ventricosus är en skalbaggsart som beskrevs av Leonard Gyllenhaal 1817. Coenochilus ventricosus ingår i släktet Coenochilus och familjen Cetoniidae. Inga underarter finns listade i Catalogue of Life.